# 椎管狹窄
椎管狹窄（spinal stenosis）是因為椎管或椎間孔不正常狹窄而壓迫到脊髓或神經根的一種狀態。其症狀包括上肢或下肢的疼痛、感覺異常或無力，症狀一般為漸進發展，身體向前彎曲時則會緩解。嚴重的患者可能會有尿失禁、大便失禁或性功能障碍。
椎管狹窄的成因很多，包括退化性關節炎、類風濕性關節炎、脊髓腫瘤、創傷、佩吉特病、脊椎側彎、椎間滑脫和基因缺陷如軟骨發育不全症。椎管狹窄可依受影響的節段頸椎、胸椎和腰椎狹窄，腰椎狹窄最常見，其次是頸椎狹窄。診斷則有賴臨床症狀和醫學影像。
治療的方式有藥物治療、背架和手術。常用的藥物有非甾体抗炎药、对乙酰氨基酚或皮質類固醇。伸展運動可能是有用的方式，一般也會建議避免做特定的動作。手術通常只有在所有方法都無效時才會施行，最常使用的術式為椎板減壓切除術。
椎管狹窄的盛行率高達8%，通常發生在50歲以上的人，男性和女性的比率沒有明顯區別。第一個以現代醫學描述此種現象的為安東·波爾塔，但此種現象最早可以回溯到古埃及時期。